# 城山 (高岡市)
城山（しろやま、じょうやま）は、富山県高岡市にある標高258.9mの山。

## 概要

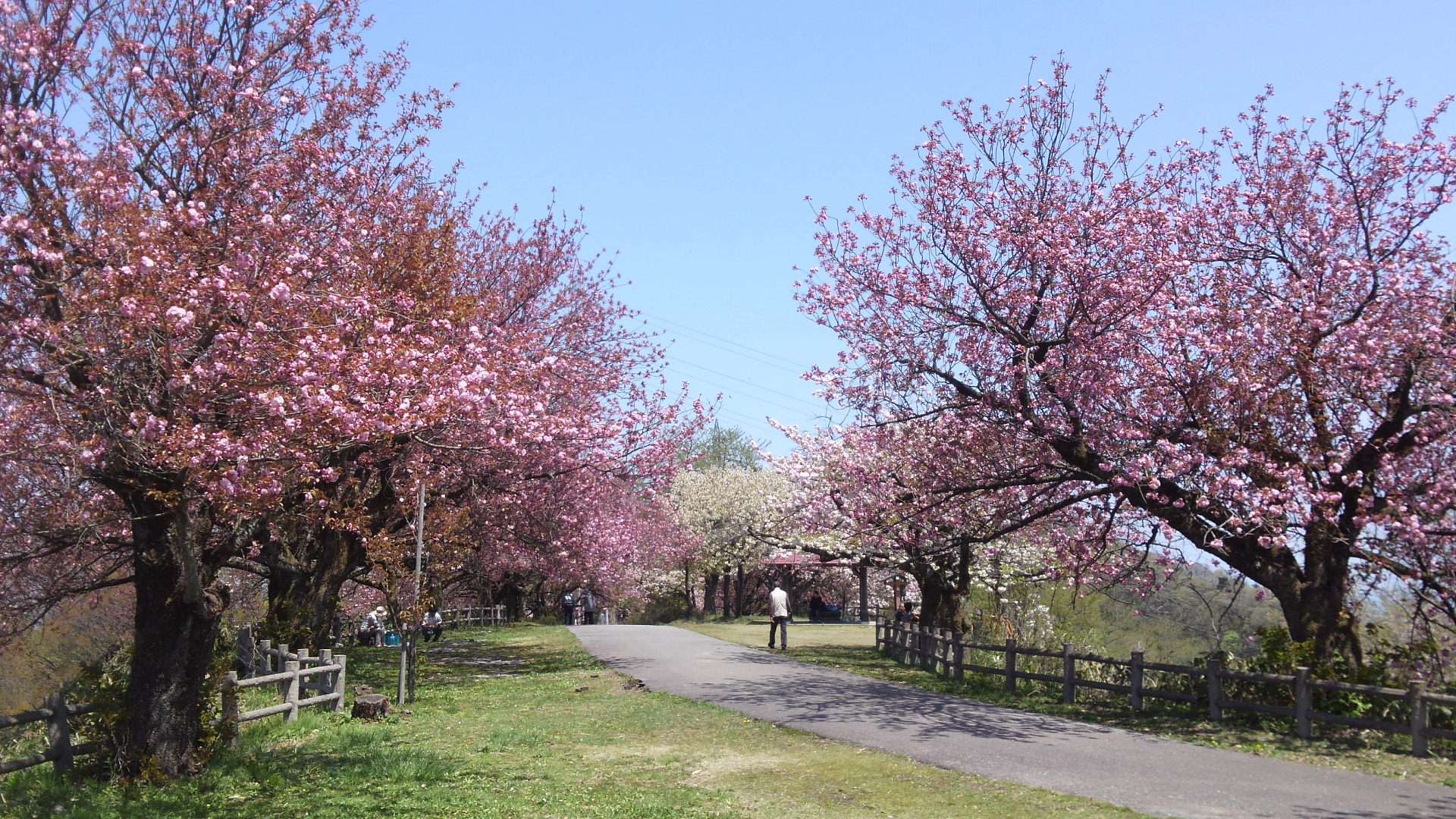
城山の山頂公園。ゴールデンウィークには鮮やかなピンクの八重桜で彩られる。

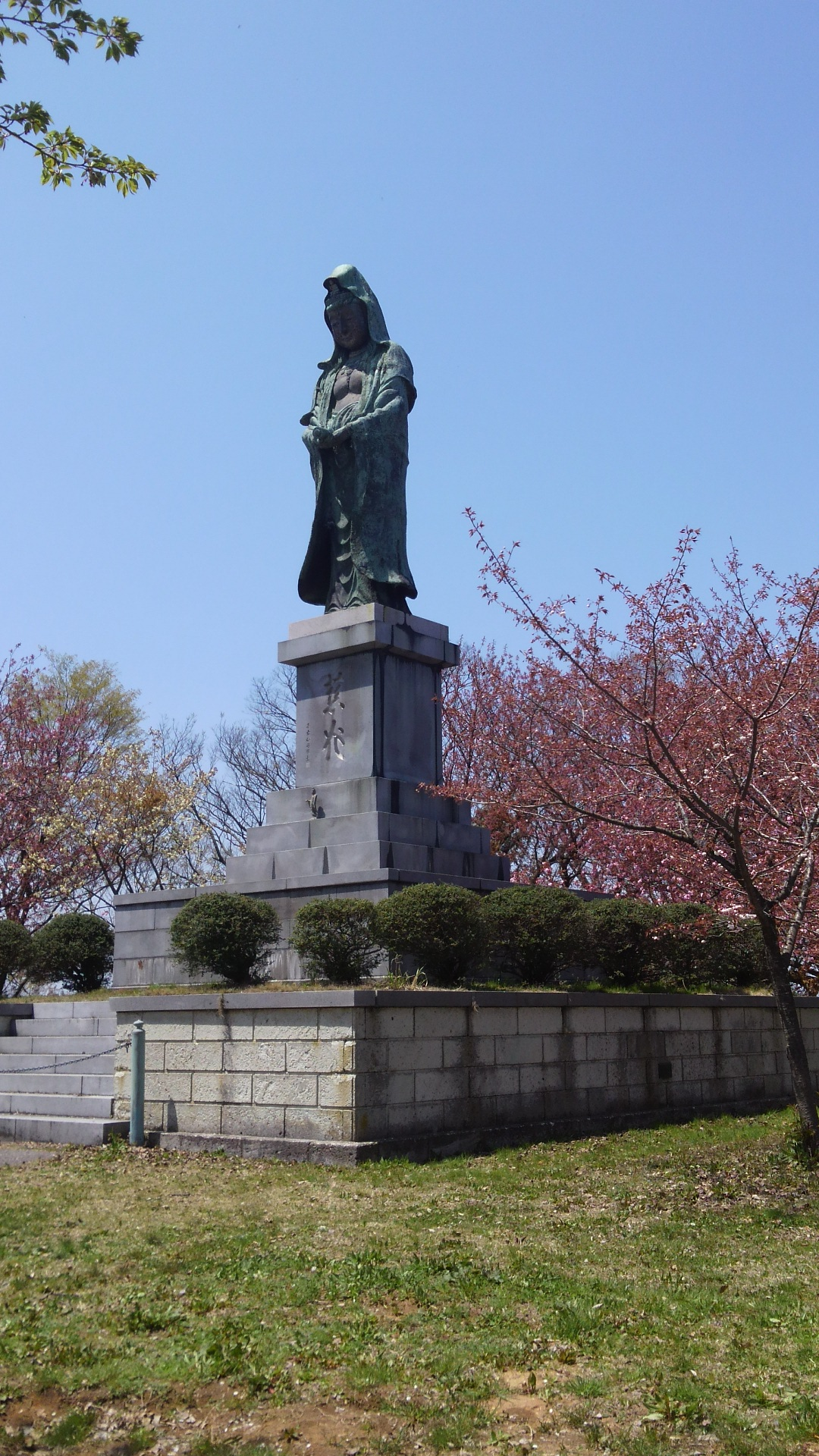
城山山頂から高岡の町を見守る平和観音像。台座には当時の国泰寺管長・稲葉心田による「慈光」の文字が刻まれている。

二上丘陵に属し、二上山の西側に位置する。二等三角点が設置されている。
山頂からは富山湾、高岡市と氷見市の市街地、小矢部川などが眺望できる。山頂周辺は城山公園として整備されており、ゴールデンウィークの時期にはヤエザクラが咲く桜の名所となっているほか、1970年（昭和45年）に高岡市制80周年を記念して建立された平和観音像（高さ6m、台座を含めると13.5m）がある。
「城山」の名は、かつて山頂に守山城があったことに由来する。守山城は江戸時代に入るころに廃城となったが、城跡にある「千畳敷」と呼ばれる石畳や、近辺の「二の丸」などの地名に、現在も山城の名残が残っている。

## 放送送信施設
城山にはコミュニティ放送局であるラジオたかおかの送信所が設置されている。
| 放送局名       | コールサイン | 周波数  | 空中線電力 | ERP | 放送対象地域           | 放送区域内世帯数 | 開局日        | 置局住所     |
| -------------- | ------------ | ------- | ---------- | --- | ---------------------- | ---------------- | ------------- | ------------ |
| ラジオたかおか | JOZZ5AE-FM   | 76.2MHz | 20W        | 80W | 高岡市及び一部周辺地域 | 約-世帯          | 1996年12月1日 | 高岡市城光寺 |

この他に、富山県内の各テレビ局の中継局（高岡万葉テレビ中継局）が設置されていたが、アナログ放送終了に伴い廃止されている。